# 岡本久包
岡本 久包（おかもと ひさかね）は、江戸時代の旗本。

## 略歴
江戸城の馬医桑嶋忠久の三男として生まれる。
正徳元年（1711年）12月18日に徳川家宣に仕え、表右筆となり禄米百五十俵を得て、祖先の姓である岡本氏を名乗って独立する。その後久包は、順調に出世していく。正徳5年（1715年）4月30日には奥右筆となり、同年12月18日に禄米五十俵を加えられて禄米二百俵となった。さらには、享保16年（1731年）4月24日に西の丸に勤仕し、享保19年（1734年）4月18日には奥右筆の組頭になり、久包は幕府内の信頼と地位を高めていった。
しかし、奥右筆組頭となった年の10月26日、田安館の火番の人数が足らなかったことから、その人員補充をすることになったが、すでに1人登用が決まっていたにもかかわらず、久包は、誤ってもう1人採用してしまい、重複させてしまう手違いを犯してしまう。これを咎められ、久包は拝謁停止の処分を受ける。
ただ、謹慎は1ヵ月程度で解かれて同年中の12月6日に赦免となり、さらに12月18日には布衣（ほい）の着用を許され、旗本格に列せられる。布衣の着用は、官位で六位の者と同格とされる名誉であった。寛保2年（1742年）7月9日、御納戸役（おなんどやく）の頭となる。
延享3年（1746年）8月4日没。享年62。亡骸は浅草東國寺に葬られ、以降、久包の子孫の代々の菩提寺となった。